# Norbert Ferré
Norbert Ferré (* 23. září 1975 Marseille) je francouzský iluzionista, moderátor a umělecký producent.
Kouzlit začal v jedenácti letech po návštěvě vystoupení Christiana Prestona. Jako čtrnáctiletý vstoupil do sdružení kouzelníků v Marseille a ve dvaadvaceti letech se stal jeho předsedou. Vystudoval ekonomii, sociologii a psychologii a pak začal vystupovat profesionálně. Vedle vlastního jména používal také pseudonym Maginor. Jako první Francouz se zúčastnil kurzu magie pořádaného japonskou společností Tenyo. V roce 2003 vyhrál v Haagu mistrovství světa pořádané Fédération Internationale des Sociétés Magiques. Obdržel ocenění Mandrake d'Or a Médaille d'or Jean-Eugène Robert-Houdin, byl přijat do londýnské společnosti Magic Circle. Vystupoval v televizi i v pařížském kabaretu Crazy Horse. S Luisem de Matosem a dalšími světovými iluzionisty pořádá turné Impossible Live.
Jeho nejznámější show je One for two, two for one, inspirovaná Stevensonovou novelou Podivný případ Dr. Jekylla a pana Hyda. Ferré v ní spojuje kouzelnickou manipulaci s komediálním herectvím a dokáže s publikem komunikovat v devíti jazycích.
Od roku 2012 je předsedou dobročinné organizace MAGEV, která pořádá varietní vystoupení v nemocnicích a dětských domovech. Hrál drobnou roli kouzelníka ve filmu Jérôma Enrica L'Origine du monde (2001). Publikuje v odborných časopisech La revue de la prestidigitation a  Magische Welt.